# Лясковец (село)
За град Лясковец, област Велико Търново, вижте Лясковец.
Лясковец е село в Южна България. То се намира в община Стамболово, област Хасково.

## География
Селото се намира в полите на Източни Родопи. Разположено е на северен склон. Надморската височина е около 320 м до 340 м.

## История
Село Лясковец има богата и не толкова позната история. През годините са живеели турци - алевити, след тях се заселват българи, живеят и етнически турци – сунити. Последните заселници са основно от две села – село Османово (Османпашалар/Osmanpaşalar) и село Крояци (Терзикьой/Terzoköy). Причината хората от тези две села да се преселят е строежът на язовир „Студен кладенец“ 1955-1958 г. С идването на новите заселници българите, живеещи в Лясковец продават къщите и нивите един след друг и накрая не остава ни едно българско семейство.